# جريدة المدينة

الشعار القديم للجريدة

جريدة المدينة صحيفة سعودية أسسها علي وعثمان حافظ سنة 1356 هـ الموافق 1937، تصدر باللغة العربية وتعتبر من أوائل الصحف السعودية والتي كانت تصدر من المدينة المنورة حتى تم نقل إدارتها بالكامل إلى مدينة جدة السعودية. و«المدينة» عضو في الهيئة الدولية للتحقيق من الانتشار الصحفي ويرأس تحريرها الدكتور فهد آل عقران. وكانت من أوائل الصحف السعودية التي تشهد تطويراً شمل جميع الاتجاهات: فعلى الصعيد الحرفي والمهني خضع جميع محرري الصحيفة وإدارييها إلى دورات مكثفة لتغير المفهوم الصحفي القديم بآخر حديث يواكب تطور الصحافة المقروءة التي يشهدها العالم. يرأس مجلس إدارتها الدكتور حيدر بن محمد بن لادن ويتولى منصب مديرها العام محمد علي ثفيد.
وعلى صعيد الطباعة والإخراج أنشأت إدارة «المدينة» مطابع جديدة لتواكب طموحها للمنافسة على صدارة الصحف العربية.

## مؤسسو الجريدة
أسس جريدة المدينة المنورة الأستاذين علي حافظ وعثمان حافظ، وكان أول رئيس تحرير لها أمين مدني، وفي 19 من شهر ربيع الثاني من سنة 1356هـ تولى عثمان حافظ رئاسة تحرير الجريدة، وأصبح محررها المسؤول.

## أهمية الجريدة
بعد إنشاء دار العلم للطباعة والنشر ألغت الجريدة عطلتها الأسبوعية، وأصبحت تصدر طوال أيام الأسبوع بدءاً من 20/ 2/ 1402هـ حيث كانت أول جريدة أسبوعية سعودية تعمل على تجهيز أقسام التحرير بأجهزة تستقبل الصور المرسلة عبر الهاتف.، وتعتبر أول صحيفة سعودية تُدخل الصورة الفوتوغرافية في الصحافة السعودية؛ حيث صدر العدد الأول متوجاً بصورة الملك عبدالعزيز آل سعود.، ولقد كان للشعر أهمية خاصة لدى الجريدة حيث لا يخلو عدد من أعدادها من بعض القصائد الشعرية الوطنية، ولقد نشر الشاعر إبراهيم الجبهان في العدد 5 من جمادي الثانية سنة 1356هـ قصيدة وجهها إلى فلسطين، بعضاً منها:

## انظر ايضاً
- المدينة المنورة
- جريدة عكاظ
- جريدة الجزيرة
- جريدة الرياض

## وصلات خارجية
- موقع الجريدة الرسمي